# Romolo + Giuly: La guerra mondiale italiana
Romolo + Giuly: La guerra mondiale italiana è una serie televisiva commedia italiana ideata da Michele Bertini Malgarini, Alessandro D'Ambrosi e Giulio Carrieri.
La serie viene trasmessa in prima visione assoluta su Fox dal 17 settembre 2018.

## Trama
La serie segue il conflitto tra le due famiglie più potenti di Roma, i Montacchi e i Copulati e della storia d'amore dei giovani Romolo e Giuly. In seguito alla faida delle due famiglie, interverrà anche il resto dell'Italia, con la coalizione Napoli/Milano che sfiderà la capitale.

## Episodi
| Stagione         | Episodi | Prima TV |
| ---------------- | ------- | -------- |
| Prima stagione   | 8       | 2018     |
| Seconda stagione | 10      | 2019     |

## Personaggi e interpreti

### Personaggi principali
- Romolo Montacchi, interpretato da Alessandro D'Ambrosi[5]
- Giuly Copulati, interpretata da Beatrice Arnera[5]
- Massimo Copulati, interpretato da Massimo Ciavarro
- Olimpia Copulati, interpretata da Michela Andreozzi
- Arfio Montacchi, interpretato da Federico Pacifici
- Anna Montacchi, interpretata da Lidia Vitale
- Don Alfonso, interpretato da Fortunato Cerlino[6]
- Donna Assunta, interpretata da Nunzia Schiano
- Edoardo Pederzoli, interpretato da Francesco Pannofino[7]
- Giangi Pederzoli, interpretato da  Niccolò Senni
- Deborah, interpretata da Ludovica Martini
- Giorgio Mastrota della Centrale del Male, interpretato da Giorgio Mastrota
- Tciù, pupazzo manovrato ed interpretato da Andrea Trovato

### Personaggi secondari
- Frankie, interpretato da Turi Moricca
- Dario, interpretato da Matteo Nicoletta
- Manuel, interpretato da David Pietroni
- Don Calogero, interpretato da Marco Gambino
- Dott. Brambilla, interpretato da Lucio Patanè
- Marika Montacchi, interpretata da Fabrizia Sorrentino
- Carlo Marzo, interpretato da Giobbe Covatta

Durante la serie appariranno anche Federica Cacciola (nota sul web come Martina dell’Ombra che nella webserie originale interpreta Martina, figlia di Don Calogero), il duo comico Le Coliche, gli Actual, Edoardo Ferrario, Michela Giraud, e camei di Umberto Smaila, Giorgio Panariello, Paolo Bonolis, Enrico Papi, Carlo Conti, Roberto Da Crema, Massimiliano Vado e Luciana Littizzetto.

## Produzione

### Sviluppo
Il 29 gennaio 2018, Fox ordina una prima stagione, composta da 8 episodi della serie, in co-produzione con Wildside e Zerosix Productions. La serie trasforma l'opera Romeo e Giulietta di William Shakespeare in un conflitto tra l'opulenta e "fighetta" Roma Nord e la verace e "coatta" Roma Sud, con Milano e Napoli, che dato l'odio per la capitale si coalizzeranno e si scontreranno contro Roma.
La serie sarà diretta da Michele Bertini Malgarini e scritta dallo stesso Malgarini, insieme a Giulio Carrieri e Alessandro D'Ambrosi (che sarà anche l'interprete di Romolo Montacchi).
Il 30 novembre 2018, la serie viene rinnovata per una seconda stagione, trasmessa come la precedente su Fox, dal 16 settembre 2019.
In attesa della nuova stagione, dal 24 giugno al 12 agosto sul sito di Fox Italia è stata pubblicata una web serie prequel della seconda stagione composta da 10 episodi di circa 3 minuti ciascuno. Qui i protagonisti della serie si trovano in un luogo chiamato "Limbo dei personaggi" dove scopriranno se ci sarà una nuova stagione e se ne faranno parte.

### Riprese
Le riprese della serie sono cominciate il 23 aprile 2018 e terminate il 22 giugno 2018. La produzione esecutiva è stata effettuata da Olivia Sleiter di Wildside e da Federico Ferrante e Giulio Magnolia di Zerosix Productions.

### Sigla
Il 24 luglio 2018, è stato annunciato che il gruppo musicale Lo Stato Sociale avrebbe realizzato la sigla della serie, intitolata Il Paese dell'amore.

## Promozione
Il 15 giugno 2018 è stato pubblicato il primo teaser trailer della serie, seguito il 2 agosto 2018 dal trailer ufficiale.